# Residenza dell'Arte degli Oliandoli e Pizzicagnoli
La Residenza dell'Arte degli Oliandoli e Pizzicagnoli è stata un edificio civile del centro storico di Firenze, situato in via dei Lamberti (all'epoca via dei Lontanmorti) angolo via dei Cavalieri. Fu demolita tra il 1896 e il 1897 nell'ambito del "Risanamento di Firenze". Oggi al suo posto sorge l'ottocentesco palazzo al numero 10 di via Pellicceria.

## Storia e descrizione

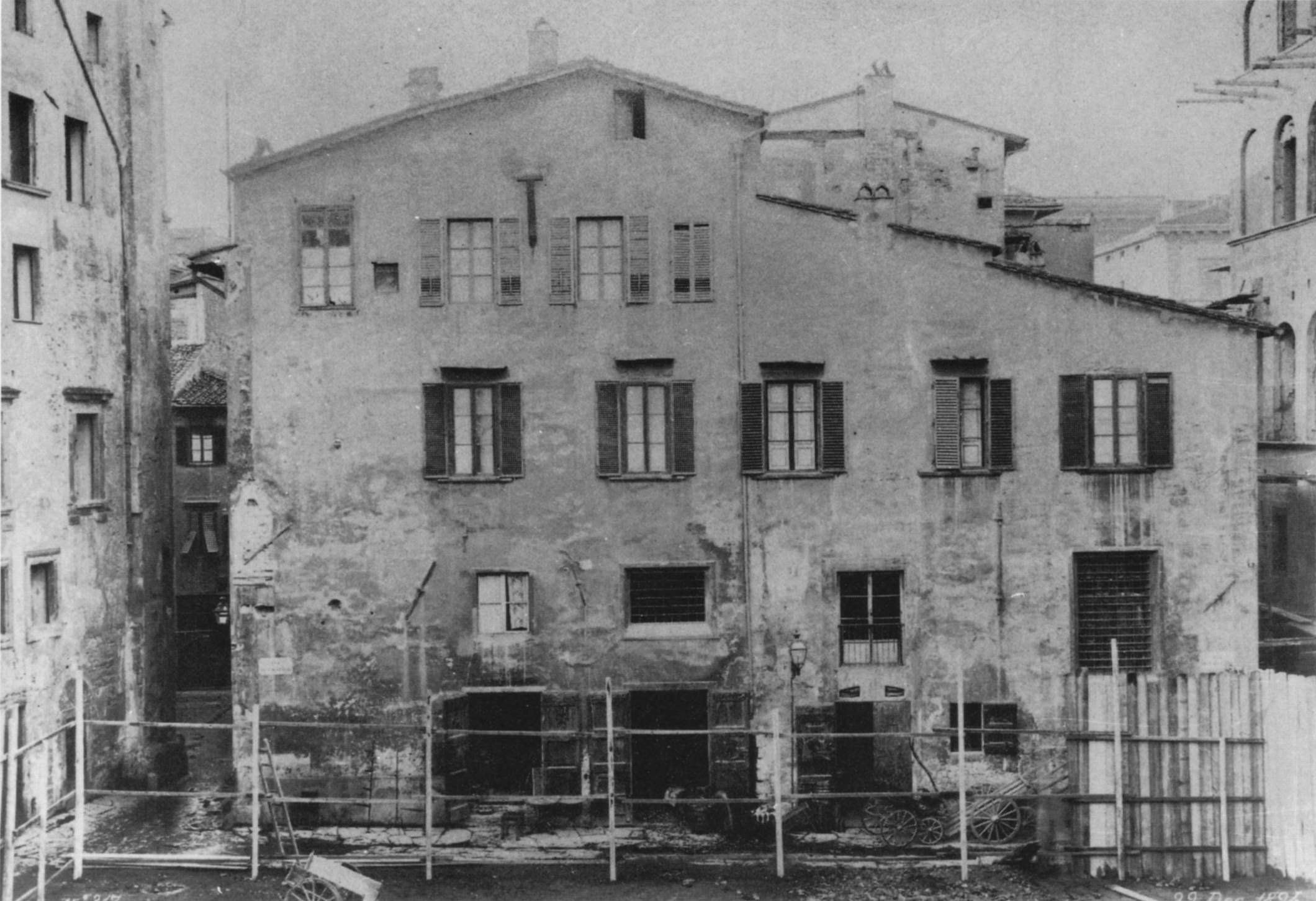
L'edificio della residenza, poco prima della demolizione

Nel catasto del 1429 è registrata la sede dell'Arte degli Oliandoli e Pizzicagnoli nel "popolo di Sant'Andrea", in un luogo non meglio specificato, ma nelle portate delle Arti dei Medici e Speziali e del Cambio essa è ricordata come confinante, quindi doveva già trovarsi nel dado dei Lamberti, in particolare all'angolo sud-orientale, dirimpetto alla residenza dell'Arte degli Albergatori sulla piazzetta del Monte di Pietà dei Pilli.
Ricordata ancora nel 1498, dal 1534 la sede venne dismessa quando le riforme di Alessandro de' Medici, duca di Firenze, accorpò l'Arte all'"Università di Por San Piero", con sede presso l'Arte dei Fornai in via Lambertesca. Anche la proprietà dell'edificio passò alle riunite corporazioni, che lo possedevano ancora nel 1634, con un'ultima menzione nel 1720, quando lo stabile (ridotto a "stanzone") fu acquistato dall'Arte della Lana.
La sede aveva un portale con gli stemmi civici e della corporazione e una formella sempre con quel simbolo del leone reggente un ramo d'olivo nella parte superiore della facciata. Queste decorazioni, oggi rispettivamente al Museo di San Marco e al Museo Bardini, si intravedono anche in due fotografie dell'ingresso dell'Arte degli Albergatori, come sul muro a sinistra, all'imbocco della via dei Lontanmorti. Il portale in particolare, sebbene abbassato accorciando gli stipiti quando soppressa l'arte vi fu installata una bottega, è decorato sull'architrave dagli stemmi della Croce del Popolo, del giglio della Repubblica e della Parte Guelfa, e sotto le mensole d'imposta con due stemmi dell'Arte. La formella invece è a otto punte e col campo gigliato in omaggio a Roberto d'Angiò; è attribuita ad Andrea di Nofri in base alle somiglianze con del decorazioni della Residenza dell'Arte dei Linaioli e Rigattieri.
All'interno la sede aveva una grande stanza al piano terra come sala dell'Udienza, coperta da volta unghiata su peducci trapezoidali (ne esiste un rilievo che la mostra adiacente, lungo via dei Cavalieri, a un'analoga sala nella Residenza dell'Arte dei Medici e Speziali).
Nel 1885 Carocci sperava che questa parte della città fosse risparmiata dalle demolizioni, ma alla fine prevalsero le ragioni della difficoltà e dispendiosità di un intervento di restauro, a fronte di una più redditizia e "decorosa" demolizione e ricostruzione degli edifici, che furono effettivamente abbattuti tra il 1896 e il 1897.

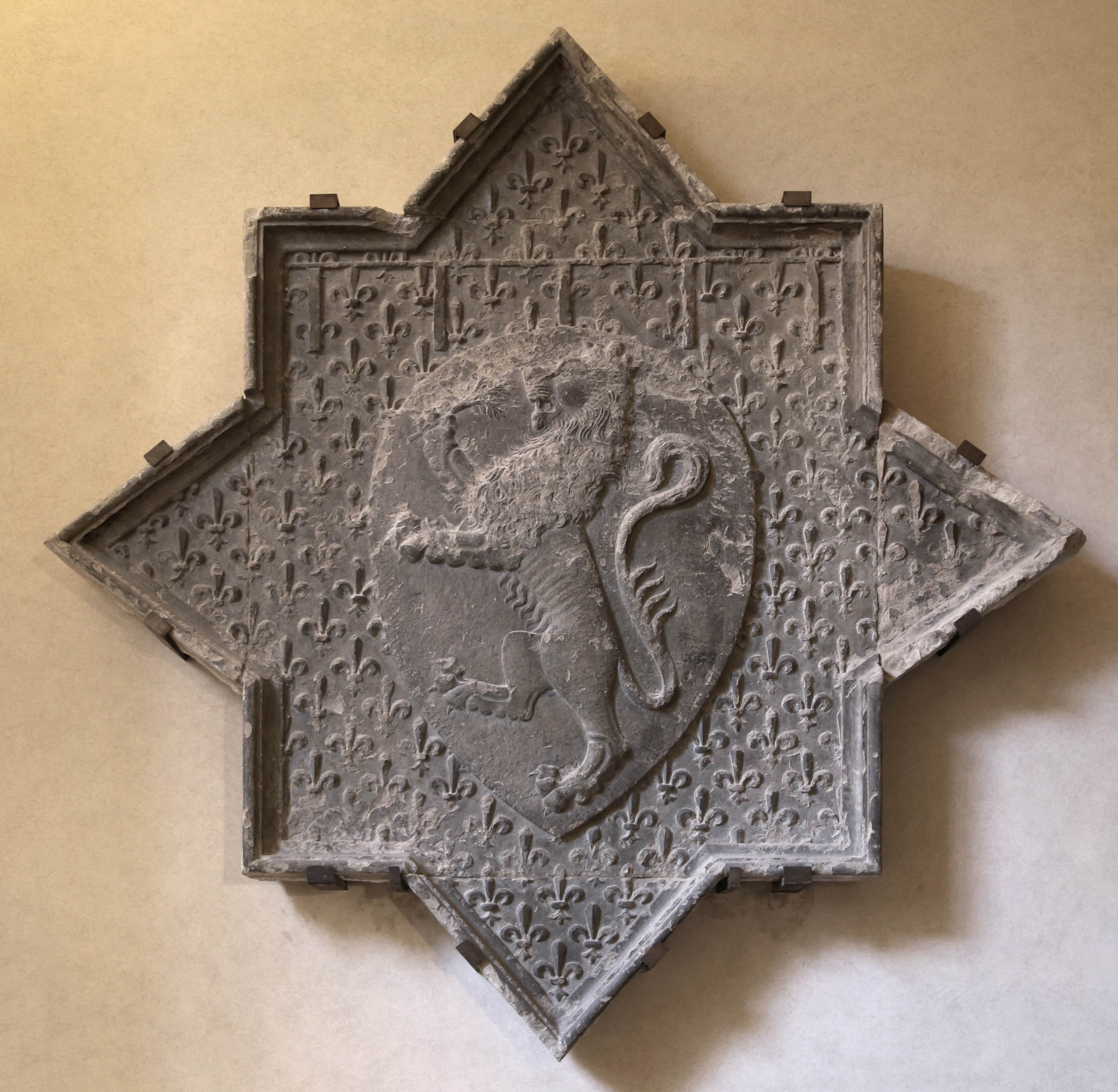
Andrea di Nofri (attr.), stemma dell'Arte degli Oliandoli e Pizzicagnoli, 1400-20 circa, Museo Bardini
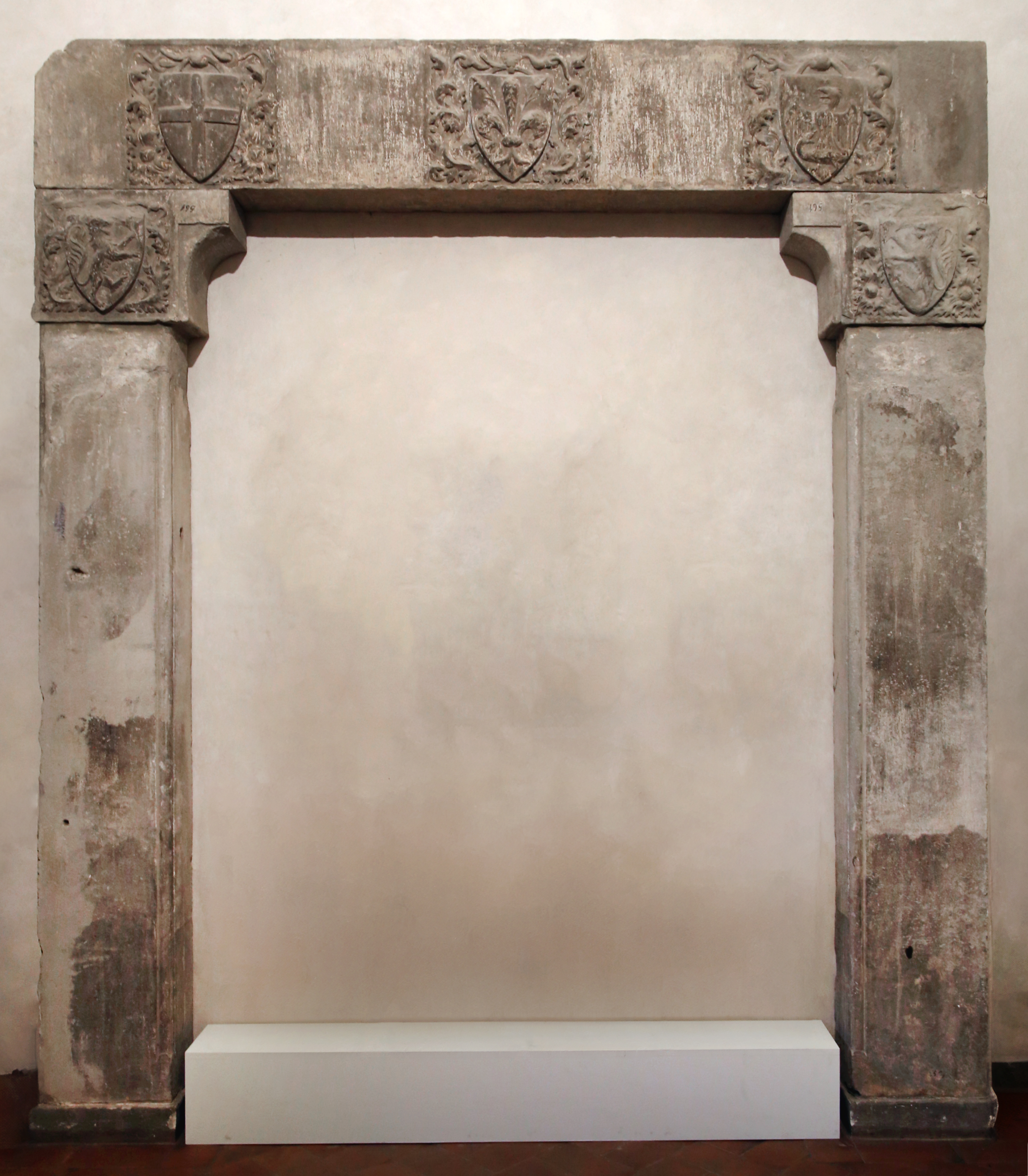
Porta dell'Arte degli Oliandoli e Pizzicagnoli, Museo di San Marco
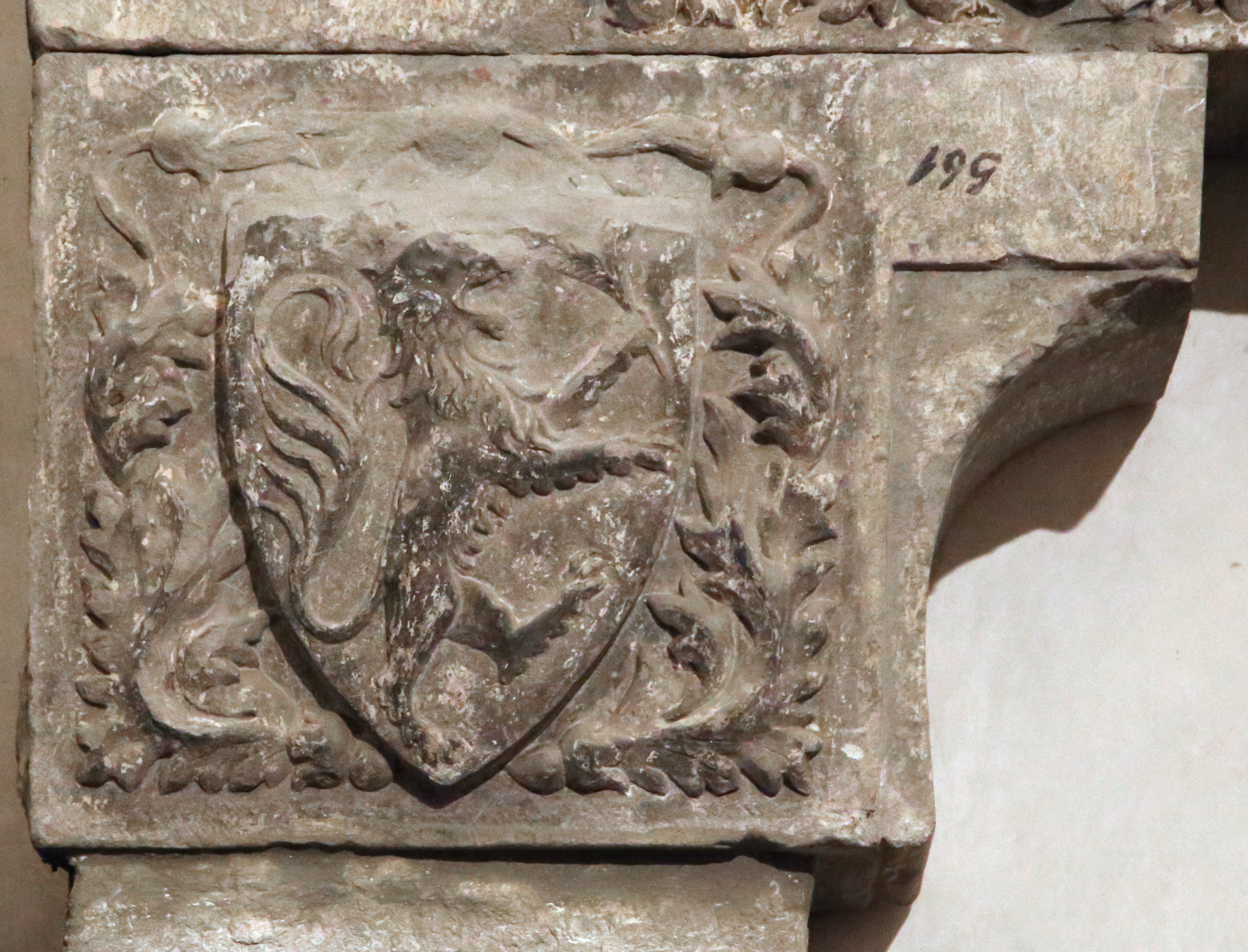
Stemma dell'Arte, sul portale